# Sezon snookerowy 2012/2013
Sezon snookerowy 2012/2013 – seria turniejów snookerowych rozgrywanych między 16 maja 2012 a 6 maja 2013 roku.
Kalendarz najistotniejszych (w szczególności rankingowych) turniejów snookerowych w sezonie 2012/2013.
| Daty  | Daty  | Gospodarz | Nazwa turnieju                              | Miejsce                                | Miasto           | Zwycięzca         | Drugie miejsce  | Wynik | Przypisy    |
| ----- | ----- | --------- | ------------------------------------------- | -------------------------------------- | ---------------- | ----------------- | --------------- | ----- | ----------- |
| 16.05 | 20.05 | Austria   | Austrian Open                               | BRP-Hall                               | Wels             | Mark Williams     | Matthew Couch   | 6–5   | [ 1 ]       |
| 07.06 | 10.06 | Anglia    | Pink Ribbon                                 | South West Snooker Academy             | Gloucester       | Stuart Bingham    | Peter Lines     | 4–0   | [ 2 ] [ 3 ] |
| 18.06 | 22.06 | Chiny     | Asian Players Tour Championship – Turniej 1 | Zhangjiagang Sports Center             | Zhangjiagang     | Stuart Bingham    | Stephen Lee     | 4–3   | [ 5 ]       |
| 25.06 | 01.07 | Chiny     | Wuxi Classic                                | Wuxi City Sports Park Stadium          | Wuxi             | Ricky Walden      | Stuart Bingham  | 10–4  | [ 6 ]       |
| 02.07 | 07.07 | Tajlandia | Six-red World Championship                  | Montien Riverside Hotel                | Bangkok          | Mark Davis        | Shaun Murphy    | 8–4   | [ 7 ]       |
| 09.07 | 15.07 | Australia | Australian Goldfields Open                  | Bendigo Stadium                        | Bendigo          | Barry Hawkins     | Peter Ebdon     | 9–3   | [ 8 ]       |
| 18.07 | 22.07 | Anglia    | Players Tour Championship – Turniej 1       | South West Snooker Academy             | Gloucester       | Stephen Maguire   | Jack Lisowski   | 4–3   | [ 10 ]      |
| 08.08 | 12.08 | Anglia    | Players Tour Championship – Turniej 2       | South West Snooker Academy             | Gloucester       | Martin Gould      | Stephen Maguire | 4–3   | [ 11 ]      |
| 23.08 | 26.08 | Niemcy    | European Tour – Turniej 1                   | Stadthalle                             | Fürth            | Mark Selby        | Joe Swail       | 4–1   | [ 12 ]      |
| 05.09 | 09.09 | Anglia    | Players Tour Championship – Turniej 3       | South West Snooker Academy             | Gloucester       | Rod Lawler        | Marco Fu        | 4–2   | [ 13 ]      |
| 11.09 | 14.09 | Hongkong  | General Cup                                 | General Snooker Club                   | Hongkong         | Neil Robertson    | Ricky Walden    | 7–6   | [ 14 ]      |
| 17.09 | 23.09 | Chiny     | Shanghai Masters                            | Shanghai Grand Stage                   | Szanghaj         | John Higgins      | Judd Trump      | 10–9  | [ 15 ]      |
| 23.09 | 27.09 | Chiny     | Asian Players Tour Championship – Turniej 2 | Yixing Sports Centre                   | Yixing           | Stephen Lee       | Ding Junhui     | 4–0   | [ 16 ]      |
| 16.08 | 18.08 | Anglia    | European Tour – Turniej 2                   | World Snooker Academy                  | Sheffield        | Neil Robertson    | Jamie Burnett   | 4-3   | [ 17 ]      |
| 05.10 | 07.10 | Polska    | European Tour – Turniej 2                   | Hala Sportowo-Widowiskowa Gdynia       | Gdynia           | Neil Robertson    | Jamie Burnett   | 4-3   | [ 17 ]      |
| 17.10 | 21.10 | Belgia    | European Tour – Turniej 3                   | Lotto Arena                            | Antwerpia        | Mark Allen        | Mark Selby      | 4-1   | [ 18 ]      |
| 27.10 | 28.10 | Anglia    | World Seniors Championship                  | Mountbatten Centre                     | Portsmouth       | Nigel Bond        | Tony Chappel    | 2-0   | [ 19 ]      |
| 28.10 | 04.11 | Chiny     | International Championship                  | Sichuan International Tennis Center    | Chengdu          | Judd Trump        | Neil Robertson  | 10-8  | [ 20 ]      |
| 05.11 | 09.11 | Chiny     | Asian Players Tour Championship – Turniej 3 | Henan Province Sports Stadium          | Zhengzhou        | Stuart Bingham    | Li Hang         | 4-3   | [ 22 ]      |
| 11.11 | 14.11 | Anglia    | Players Tour Championship – Turniej 4       | South West Snooker Academy             | Gloucester       | John Higgins      | Judd Trump      | 4-2   | [ 23 ]      |
| 15.11 | 18.11 | Bułgaria  | European Tour – Turniej 4                   | Princess Hotel                         | Sofia            | Judd Trump        | John Higgins    | 4–0   | [ 24 ]      |
| 16.08 | 25.11 | Anglia    | Premier League Snooker                      | Grimsby Auditorium                     | Grimsby          | Stuart Bingham    | Judd Trump      | 7–2   | [ 25 ]      |
| 01.12 | 09.12 | Anglia    | UK Championship                             | Barbican Centre                        | York             | Mark Selby        | Shaun Murphy    | 10–6  | [ 26 ]      |
| 13.12 | 16.12 | Szkocja   | European Tour – Turniej 5                   | Ravenscraig Sports Facility            | Ravenscraig      | Ding Junhui       | Anthony McGill  | 4–2   | [ 27 ]      |
| 26.11 | 27.11 | Anglia    | European Tour – Turniej 6                   | World Snooker Academy                  | Sheffield        | Mark Selby        | Graeme Dott     | 4–3   | [ 28 ]      |
| 04.01 | 06.01 | Niemcy    | European Tour – Turniej 6                   | Event Forum                            | Fürstenfeldbruck | Mark Selby        | Graeme Dott     | 4–3   | [ 28 ]      |
| 13.01 | 20.01 | Anglia    | Masters                                     | Alexandra Palace                       | Londyn           | Mark Selby        | Neil Robertson  | 10-6  | [ 29 ]      |
| 25.01 | 27.01 | Anglia    | Snooker Shoot Out                           | Circus Arena                           | Blackpool        | Martin Gould      | Mark Allen      | 104-0 | [ 30 ]      |
| 30.01 | 03.02 | Niemcy    | German Masters                              | Tempodrom                              | Berlin           | Allister Carter   | Marco Fu        | 9-6   | [ 31 ]      |
| 11.02 | 17.02 | Walia     | Welsh Open                                  | Newport Centre                         | Newport          | Stephen Maguire   | Stuart Bingham  | 9-8   | [ 32 ]      |
| 25.02 | 03.03 | Chiny     | World Open                                  | Haikou Stadium                         | Haikou           | Mark Allen        | Matthew Stevens | 10-4  | [ 33 ]      |
| 12.03 | 17.03 | Irlandia  | Players Tour Championship – Finały          | Bailey Allen Hall                      | Galway           | Ding Junhui       | Neil Robertson  | 4–3   | [ 34 ]      |
| 07.01 | 21.03 | Anglia    | Championship League                         | Crondon Park Golf Club                 | Stock            | Martin Gould      | Ali Carter      | 3–2   | [ 35 ]      |
| 25.03 | 31.03 | Chiny     | China Open                                  | Beijing University Students' Gymnasium | Pekin            | Neil Robertson    | Mark Selby      | 10–6  | [ 36 ]      |
| 20.04 | 06.05 | Anglia    | Mistrzostwa Świata                          | Crucible Theatre                       | Sheffield        | Ronnie O’Sullivan | Barry Hawkins   | 18-12 | [ 37 ]      |

| Turnieje rankingowe               |
| Turnieje PTC, rankingowe          |
| Inne turnieje, nierankingowe      |
| Inne ważne turnieje nierankingowe |